# Parafia greckokatolicka Świętych Apostołów Piotra i Pawła w Trzebiatowie
Parafia greckokatolicka pw. Świętych Apostołów Piotra i Pawła w Trzebiatowie – parafia greckokatolicka w Trzebiatowie. 
 Parafia należy do eparchii wrocławsko-koszalińskiej i znajduje się na terenie dekanatu koszalińskiego.

## Historia parafii
Mieści się przy ul. II Pułku Ułanów 1. Cerkiew jest w dawnej kaplicy św. Gertrudy, jednego z elementów dawnego zespołu szpitalnego. Został on założony prawdopodobnie w XIV wieku, pełnił funkcję szpitala i zarazem przytułku dla ubogich i pielgrzymów. Kaplicę zbudowano prawdopodobnie na przełomie XVI i XVII wieku w miejscu starszej budowli o konstrukcji ryglowej. Budynki szpitalne zniszczono w XVII wieku. Pozostała jedynie kaplica. W XIX wieku zmieniono ją w halę montażową. Do pełnienia funkcji sakralnej powróciła po remoncie w 1898 roku, kiedy to przebudowano kruchtę północną i wybudowano od podstaw południową. Początkowo była kaplicą pogrzebową, obsługującą pobliski cmentarz komunalny. Od 1925 roku zaadaptowano ją na kościół katolicki. Wtedy to we wnętrzu założono sklepienie krzyżowe o głębokich wysklepkach i żebrach sięgających posadzki. Po wojnie znaczące zmiany zaistniały w drugiej połowie lat pięćdziesiątych. Na jesieni 1957 roku dzięki staraniom grupy wiernych pozyskano kościół dla grekokatolików i powstała tu parafia tego obrządku.
Pierwszym proboszczem został ks. Włodzimierz Borowiec Ks. Borowiec był w parafii do 1959 roku, po nim proboszczem został ks. Włodzimierz Danyliw, mieszkający we wsi Czapli Wielki (10 km od Trzebiatowa). Na przełomie 1962/63 r. duszpasterzem został znów ks. Włodzimierz Borowec i pełnił swą posługę duszpasterską do 1969 r. Na początku lat sześćdziesiątych parafia otrzymała imię Świętych Apostołów Piotra i Pawła. W latach siedemdziesiątych wykonano remont dachu. Kolejnymi duszpasterzami byli ks. Piotr Kryk (obecny biskup greckokatolicki w Niemczech), ks. Michał Biliński, ks. Bazyli Orest Pidłypczak oraz ks. Roman Paweł Malinowski. W połowie lat osiemdziesiątych powstał filiał parafii w Płotach. Wystrój trzebiatowskiej cerkwi wzbogacił się o ikonę nad ołtarzem przedstawiającą Matkę Boską z dzieciątkiem Jezus autorstwa jednego z najwybitniejszych współczesnych polskich artystów - Jerzego Nowosielskiego. Ikona wykonana jest w charakterystycznej dla tego artysty konwencji obejmującej wykorzystanie czerwono-brązowej gamy barw.
W 1988 r. w parafii odbyły się uroczyste obchody Jubileuszu 1000-lecia Chrztu Rusi-Ukrainy w których uczestniczył wśród przybyłego licznego duchowieństwa m.in. biskup Stefan (Sułyk) z Filadelfii. Jubileusz upamiętniają dwie tablice: jedną przy wejściu do cerkwi, a druga wewnątrz. Pod koniec lat osiemdziesiątych proboszczem został ks. Tadeusz Jozafat Osypanko, będący także kołobrzeskim dziekanem. Po nim funkcję proboszcza parafii przejął ks. Stefan Mirosław Pidłypczak, zaś od 1998 roku jest nim pochodzący ze Lwowa ks. Bohdan Feciuch. W 1999 r. przeprowadzono gruntowne prace malarskie wewnątrz cerkwi, a na jubileuszowy rok 2000 wymieniono wszystkie witraże, nad ołtarzem umieszczono witraż przedstawiający świętych apostołów Piotra i Pawła. W 2002 r. wymieniono drzwi oraz wybudowano chór. W tym również roku parafia otrzymała lokal niedaleko cerkwi, w którym obecnie znajduje się kancelaria parafialna i mieszkanie proboszcza. W 2007 roku odsłonięto przed cerkwią kamień z tablicą upamiętniającą przymusowe przesiedlenia w ramach akcji Wisła z 1947 roku. Parafia greckokatolicka skupia kilkadziesiąt osób z Trzebiatowa i okolicznych miejscowości. Jej liczebność wyróżnia ją pośród pozostałych mniejszości wyznaniowych w Trzebiatowie.
W lipcu 2013 r. doszło do nieudanej próby ataku na cerkiew parafialną - podczas niedzielnej mszy św., w której uczestniczyło około 100 osób, młody mężczyzna wrzucił petardę do przedsionka świątyni. Wybuch nastąpił jednak przed jej wejściem. Policji nie udało się schwytać sprawcy tego czynu, sam atak zaś może mieć podłoże religijno-narodowościowe.

## Świątynia parafialna
Cerkiew greckokatolicka znajduje w Trzebiatowie przy ul. II Pułku Ułanów 1.

## Duszpasterstwo
Kapłani pochodzący z parafii:
- o. Paweł Staruch OSBM